# Euphorbia susannae
Euphorbia susannae är en törelväxtart som beskrevs av Hermann Wilhelm Rudolf Marloth. Euphorbia susannae ingår i släktet törlar, och familjen törelväxter. Inga underarter finns listade i Catalogue of Life.

## Bildgalleri

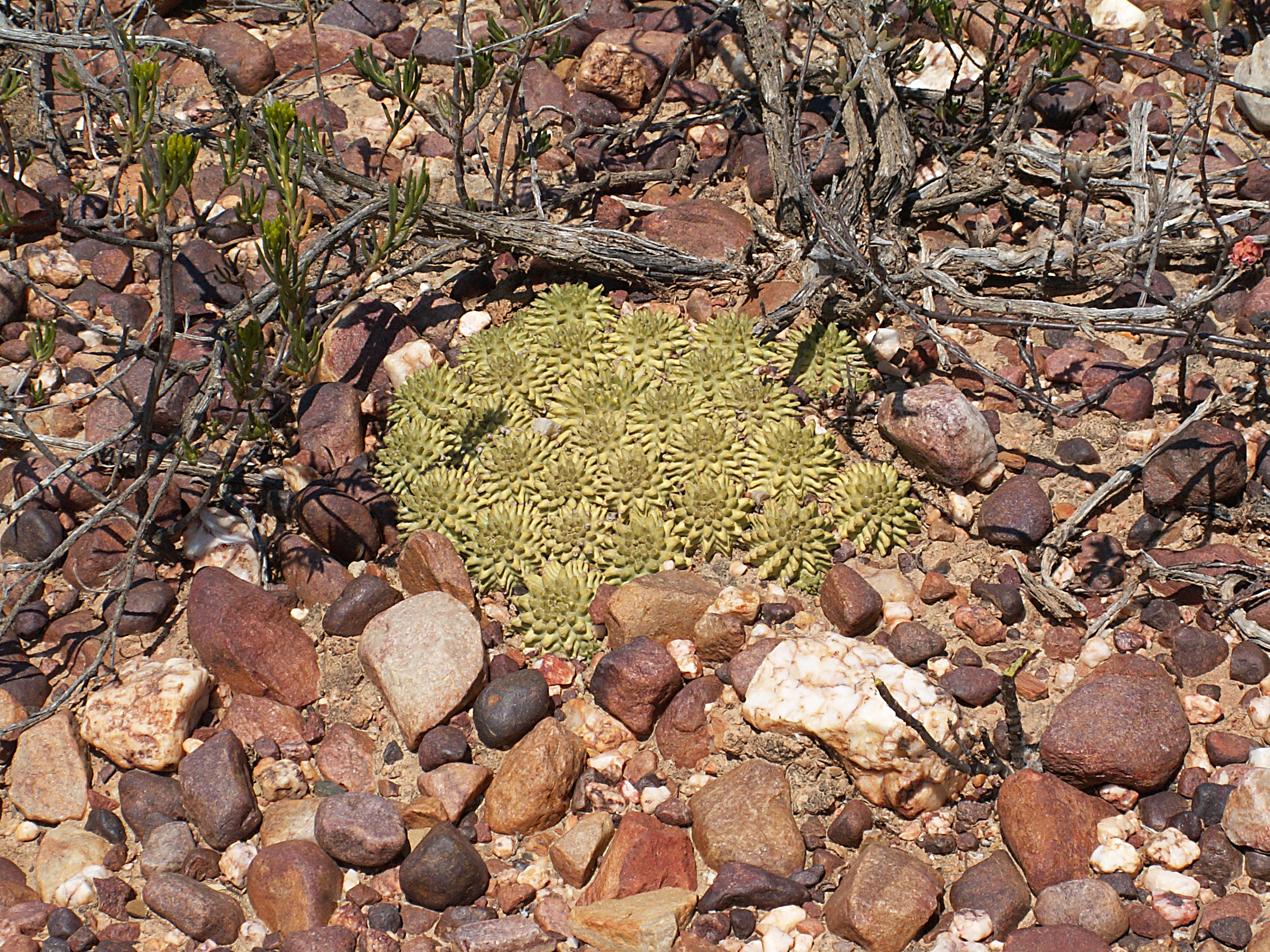
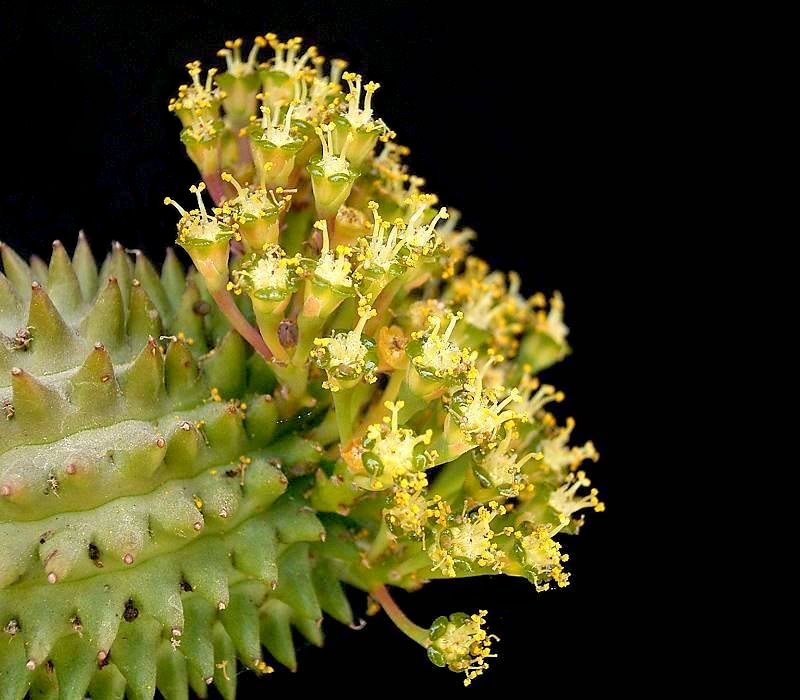
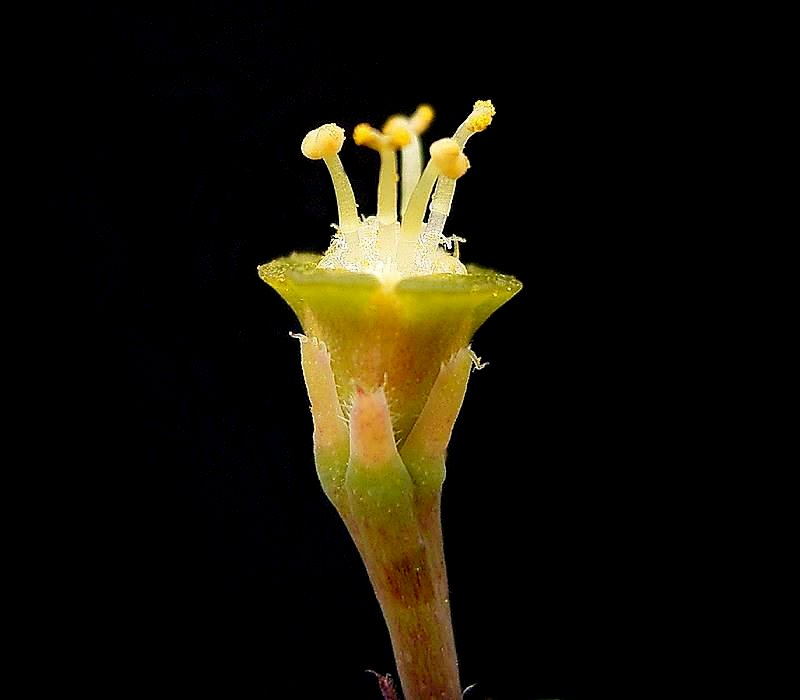
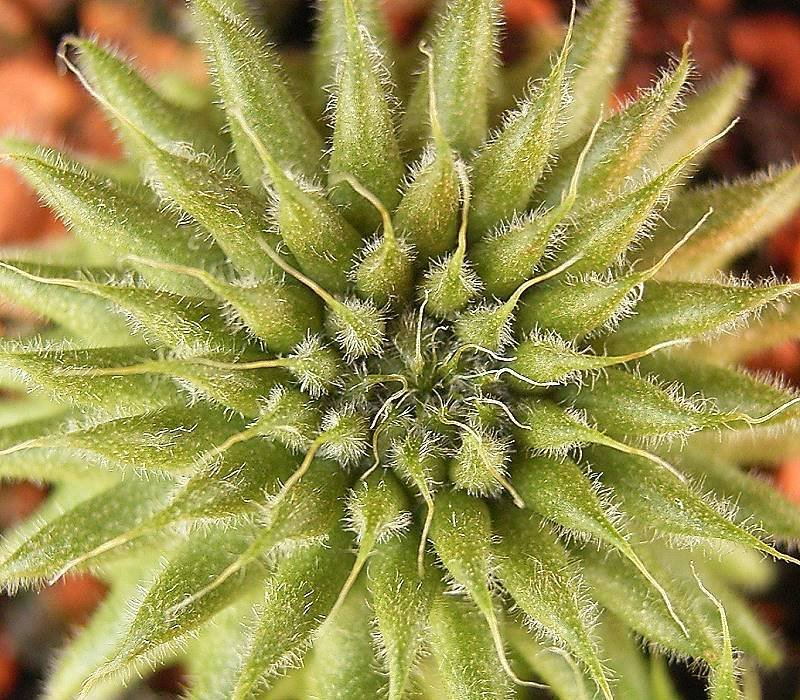
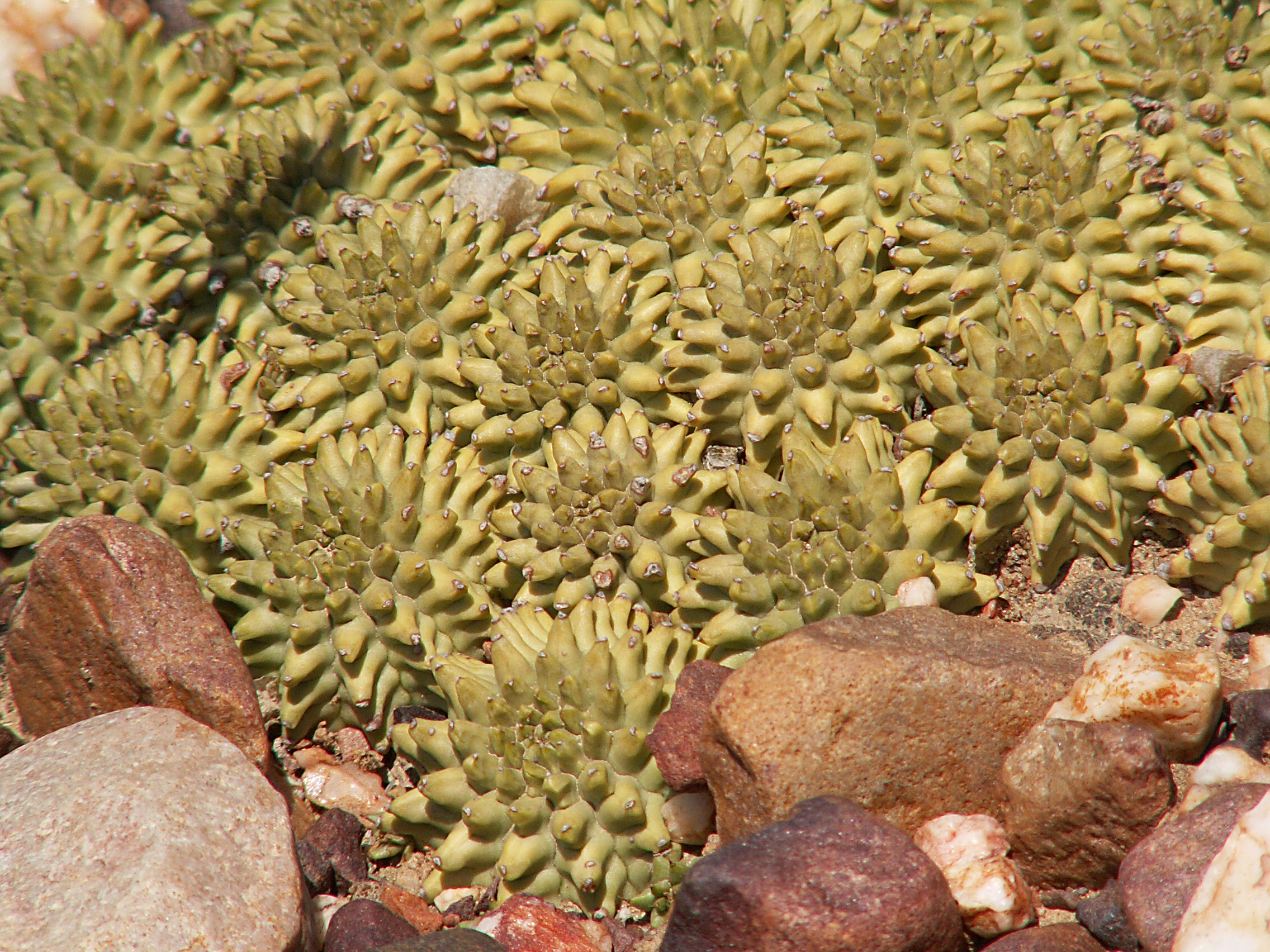
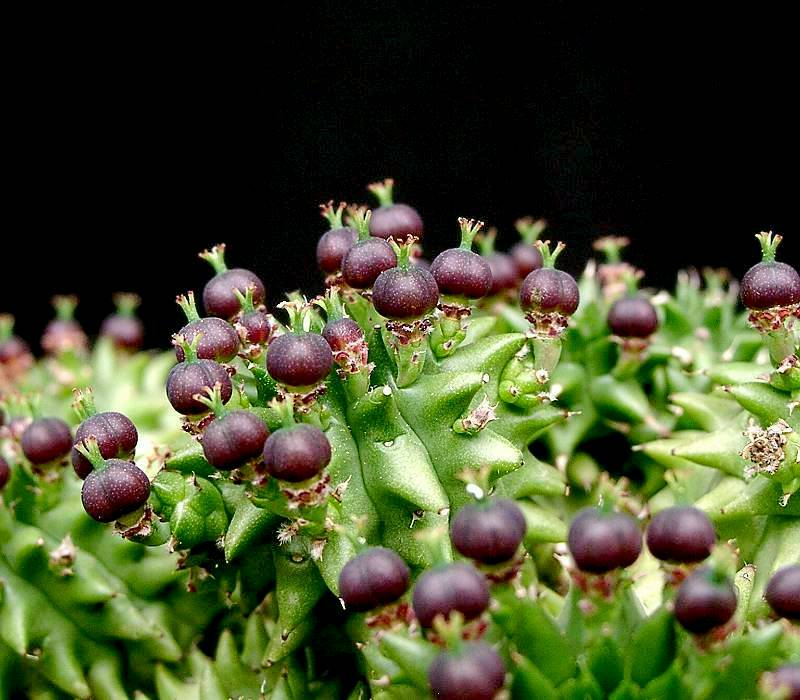